# بخش گرافتون (شهرستان لوراین، اوهایو)
بخش گرافتون (به انگلیسی: Grafton Township) یک منطقهٔ مسکونی در ایالات متحده آمریکا است که در شهرستان لورین، اوهایو واقع شده‌است.
 بخش گرافتون ۶۵٫۴۹ کیلومتر مربع مساحت و ۲٬۸۳۳ نفر جمعیت دارد و ۲۵۵ متر بالاتر از سطح دریا واقع شده‌است.